# Igor' Kurnosov
Igor' Dimitrievič Kurnosov (in russo Игорь Дмитриевич Курносов?; Čeljabinsk, 30 maggio 1985 – Čeljabinsk, 8 agosto 2013) è stato uno scacchista russo, Grande Maestro.

## Principali risultati
- 2004:  1º per spareggio tecnico nell'Open Internazionale Bayerische Schach Meisterschaft a Bad Wiessee.[2]
- 2008: 1º nell'Arctic Chess Challenge di Tromsø.[3]
- 2009:  1º nella sezione Challengers del Torneo di Hastings.[4]
- 2010: partecipa alla Superfinale del Campionato russo, dove ottiene 5,5 punti su 11 per una posizione di 7º-10º a pari merito.[5]
- 2011: vince la Politiken Cup a Helsingør.[6] In dicembre con 5,5 punti su 7 vince per spareggio tecnico su Boris Gračëv lo Zurich Christmas Open.[7]
- 2012: la vittoria nel torneo semifinale gli permette di partecipare alla finale del Campionato del mondo rapid di Astana che conclude 12º-14º con 6 su 15	(+3 -6 =6).[8] Vince per spareggio tecnico su Sergey Movsesyan e Romain Édouard la sezione Open del Torneo di Bienne.
- 2013: in maggio vince il Nakhchivan Open per spareggio tecnico su Aleksandr Shimanov e Qədir Hüseynov.[9] In luglio vince per spareggio tecnico lo Abu Dhabi Chess Festival che aveva chiuso a pari punti con Zachar Jefymenko, Mikhailo Oleksienko e Avetik Grigoryan.[10]

Nella lista FIDE di agosto 2013 aveva un punteggio Elo di 2662, che lo rendeva 84º al mondo.
L'otto agosto 2013 è stato investito da una macchina, decedendo sul colpo.
Alla sua memoria è dedicato lo Igor Kurnosov Memorial, un Torneo a gioco rapido facente parte del RAPID Grand Prix di Russia.